# Gens Munatia
La gens Munatia fu una famiglia plebea dell'antica Roma. Membri di questa gens sono nominati a partire dal II secolo a.C., ma non ottennero magistrature della Repubblica Romana fino all'epoca imperiale.

## Rami ecognomina
I principali cognomina dei Munatii durante la Repubblica furono Flaccus, Gratus, Plancus, e Rufus.  Plancus, spesso scritto Plancius, denota una persona con i piedi piatti, e fu il cognomen del ramo più importante dei Munatii. Alcuni Munatii non sembrano aver portato cognomina.